# Microsoft Dynamics CRM
Microsoft Dynamics CRM ist eine Customer-Relationship-Management-Software von Microsoft. Sie ist ein Teil der Microsoft-Dynamics-Unternehmenssoftwareanwendungen. Im Gegensatz zu den anderen Dynamics-Produkten basiert Dynamics CRM seit der Version 3.0 vollständig auf Microsoft .NET und lässt sich leicht in Visual-Studio-.NET-Projekten integrieren.

## Geschichte
Die erste Version, die für Kunden zur Verfügung stand, war die Version 1.2. Die Version 2 wurde aus Marketinggründen komplett übersprungen. Ab der Version 3.0 gab es einfachere Anpassungsmöglichkeiten und auch das Drucken war jetzt möglich. Außerdem wurde Dynamics CRM komplett in Outlook integriert. E-Mails, Termine und Aufgaben lassen sich mit dem Button „Im CRM verfolgen“ ins Dynamics CRM übertragen. Auch eine Offline Synchronisation ist für Außendienstmitarbeiter vorgesehen. Dabei wird die Menge der Daten nur durch die Größe der lokalen Festplatte begrenzt. Die Begrenzung auf 2 GB, die normalerweise für Datenbanken der Microsoft SQL Server Express Edition gilt, wird durch den installierten Client aufgehoben.
Aktuell ist die Version 2016, die neben einer globalen Bereitstellung als Onlinedienst weitere tiefgreifende Erweiterungen mitgebracht hat.

## Funktionalität
Die Version 2011 ist durch neue Funktionen, wie Sicherheit auf Feldebene und anderen Erweiterungen gekennzeichnet. Das vielleicht wichtigste Merkmal ist die Mehr-Instanzenfähigkeit, welche es erlaubt mehrere disjunkte Organisationseinheiten auf einem einzelnen Server unterzubringen.
Microsoft Dynamics CRM 2011 wurde mit folgenden Verbesserungen veröffentlicht:
- Robuster und skalierbarer
- Verbesserte Fernzugriffsmöglichkeit auch ohne VPN direkt per HTTP und HTTPS
- Sehr tiefe Integration in Microsoft Outlook
- Integration in Word und Excel
- Unterstützung von dynamischen Tabellen in Excel, so dass Änderungen an den Daten im CRM auch die Daten in den dynamischen Excel-Tabellen aktualisieren, inklusive der darin eventuell enthaltenen Grafiken und Auswertungen
- Unterstützung von dynamischen Excel Pivot-Tabellen
- Sicherheit auf Feldebene
- Benutzerindividuelle Masken
- Integration von Dashboards
- Unterstützung von Assistenten, die über die Oberfläche erstellt werden können, um die Dateneingabe zu vereinfachen
- Unterstützung von JavaScript-Bibliotheken, um Code zentral zu speichern und in mehreren Bereichen zu nutzen
- Unterstützung von Lösungen, um Erweiterungen leichter verteilen zu können

Die offensichtlichste Änderung der Version 2013 stellt die neue Benutzeroberfläche dar, die in Version 2015 weiter optimiert wurde.
In der Version 2016 wurde CRM ergänzt durch zusätzliche optionale und teilweise kostenpflichtige Add-Ons, wie den Projektservice (zur Projektakquise und -Abwicklung) und Portals (als Self-Service Portal für externe Benutzer, wie Kunden, Lieferanten, Partner oder Mitarbeiter).
Inzwischen ist Microsoft Dynamics CRM Bestandteil der Microsoft Power Platform. Diese besteht aus den Anwendungen PowerApps, Power BI und Microsoft Flow. Dynamics zeichnet dabei insbesondere für den Common Data Service (CDS) verantwortlich und trägt somit zu einem einheitlichen Datenmodell bei.

## Technische Infrastruktur
Dynamics CRM kann auf drei verschiedene Arten genutzt werden. Der Kunde kann zum einen auf CRM Online zugreifen. Dabei wird die Software von Microsoft gehostet. Zum zweiten können auch Microsoft-Partner Dynamics CRM in einem Rechenzentrum hosten und ihren Kunden von dort aus über das Internet zur Verfügung stellen. Zum dritten lässt sich die Software auch vor Ort im Unternehmen einrichten.
Für den Betrieb vor Ort wird folgende technische Infrastruktur benötigt:
- Microsoft Windows Server 2003, 2008, 2012
- Microsoft SQL Server 2005 oder 2008 in der Standard oder Enterprise Edition, ab CRM 2011 SQL Server 2008, ab CRM 2015 SQL Server 2012
- Internet Information Server
- Active Directory
- Webclient: Internet Explorer ab Version 4.0 für Dynamics CRM 4, ab Version 7.0 für Dynamics CRM 2011. Dynamics CRM ist ab Version 2011, RU 13 auch lauffähig mit den aktuellen Versionen von Firefox, Chrome oder Safari, die vereinfachte Mobilversion der Anwendung läuft auf allen Browsern.
- Integrierter Client: Outlook 2003, 2007, 2010 und 2013